# 阿部正実 (旗本)
阿部 正実（あべ まさざね）は、江戸時代中期の旗本。
享保13年（1728年）、澁谷良信の三男として生まれる。寛延2年（1749年）8月28日、将軍徳川家重にはじめて御目見する。2000石を知行する旗本阿部正甫の養嗣子となり、宝暦4年（1754年）10月4日に家督を継いだ。宝暦13年（1763年）7月18日、書院番に列する。安永2年（1773年）5月11日、死去。享年46。
家督は養父の三男にあたる正恭が継いだ。